# Rugby Europe
Rugby Europe is de Europese rugbybond.

## Geschiedenis
Rugby Europe werd in 1935 opgericht als Fédération Internationale de Rugby Amateur (FIRA). In 1999 werd de naam gewijzigd in Féderation Internationale de Rugby Amateur - Association Européenne de Rugby (FIRA-AER). In 2014 werd de naam dan gewijzigd in Rugby Europe.

## Competities
De competities die Rugby Europe organiseert, zijn de Rugby Europe International Championships, de European Regions Cup, het European VIIs Circuit, de Sevens Gran Prix Series bij de mannen en het Women's Europeans Championship bij de vrouwen.